# Ulrichen

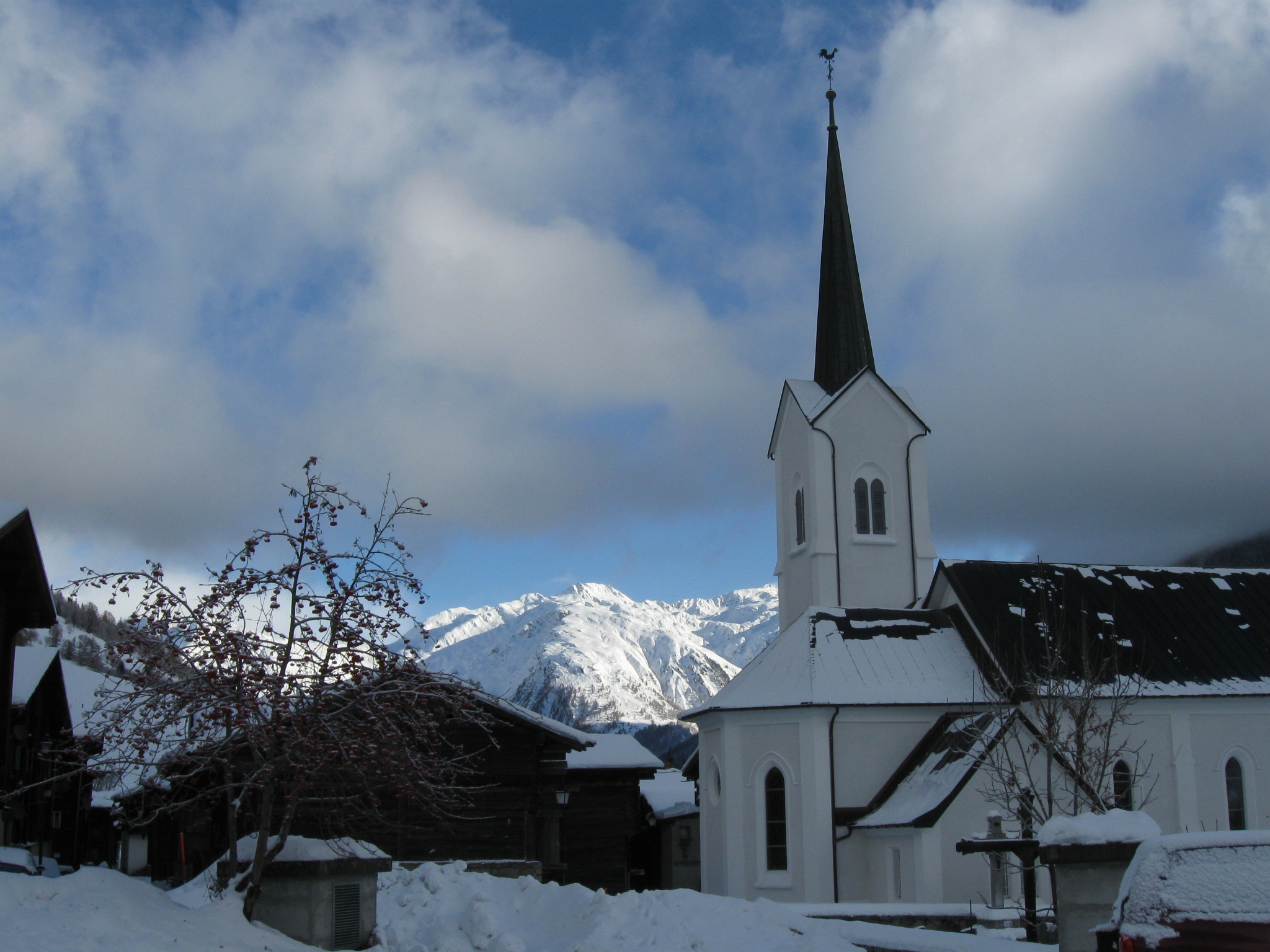
Kyrkan i Ulrichen.

Ulrichen (walsertyska: Üerliche) är en ort i kommunen Obergoms i kantonen Valais, Schweiz. Orten var före den 1 januari 2009 en egen kommun, men slogs då samman med kommunerna Obergesteln och Oberwald till den nya kommunen Obergoms. I Ulrichen fanns tidigare en militär flygplats.